# Brácana
Brácana ist eine Ortschaft in der Provinz Granada in der autonomen Region Andalusien. Die Ortschaft gehört zur Gemeinde Íllora und liegt etwa 12 km von dieser entfernt am Fuße der Sierra Parapanda. Die Ortschaft hat etwa 400 Einwohner.
Die wichtigsten Baudenkmäler sind die Pfarrkirche und die Capilla de los Dávila.
Das Fest zu Ehren der Schutzpatronin des Ortes, der Virgen de las Mercedes, findet Mitte August statt.